# Les Chartrons
Pour les articles homonymes, voir Chartron.
Les Chartrons est un quartier de la ville de Bordeaux. Officiellement, le quartier fait partie de la subdivision Chartrons - Grand Parc - Jardin Public.

## Étymologie
Ce quartier doit son nom à la présence d'un couvent de l'ordre des chartreux.

## Situation
Ce quartier est situé au nord du centre-ville historique, en bordure de la Garonne. Il a la forme d'un rectangle.
Il est délimité au sud par la place des Quinconces, à l'est par la Garonne et le quai des Chartrons, au nord par le cours du Médoc et le quartier Bacalan et à l'ouest par le cours Saint-Louis et le Jardin Public. Il est dominé par les hautes flèches néo-gothiques de l'église Saint-Louis-des-Chartrons.

## Histoire
En 1381, un couvent de frères chartreux est fondé hors des murs. Un faubourg se développe autour du monastère. 
L'essor de cette zone ancien marécage drainé commence avec l'installation au XVIIe siècle de négociants Anglais, Flamands et Irlandais. Obligés de s'installer hors les murs, ils créent une aristocratie du vin influente, dite par dérision « Aristocratie du Bouchon », et leur proximité avec le monastère les fait surnommer chartrons par la population bordelaise. Courtier et négociants, ils fondèrent des entreprises qui vendaient le vin dans leur pays d'origine. Peu à peu, de vastes entrepôts de vieillissement et de stockages sont construits le long de la Garonne. Ils étaient destinés à recevoir le vin qui arrivait en gabarre des vins du haut pays du vignoble du sud-ouest et à préparer les vins pour les expéditions vers l'Europe du Nord. L'irlandais Pierre Mitchell y installe en 1723 la première verrerie bordelaise qui devient la principale fabrique de bouteilles de France et facilite la commercialisation et l'exportation du vin.
Le pasteur Antoine Vermeil œuvrera dans le quartier des Chartrons de 1824 à 1840. En 1829 il crée un « bureau de charité protestante » et une société de bienfaisance. Il ouvre une école primaire et une salle d'asile. Il est le principal artisan du temple des Chartrons et d'un cimetière protestant.
Les familles des grands négoces, incluant celles venues d'Alsace ou de la vallée du Rhône, furent fortement influencées par les premières familles d'origine anglo-saxonnes. Les alliances commerciales et matrimoniales furent la base d'une communauté autarcique jusque dans les années 1970. Cette influence est toujours notable dans le nom des châteaux du vignoble du Médoc: famille de Tom Barton à Langoa Barton ou Léoville Barton, famille Rothschild aux château Lafite et Mouton, John Lynch, fondateur des châteaux de Lynch-Bages et Lynch-Moussas, famille Boyd à Boyd-Cantenac... Château Prieuré-Lichine confirme l'internationalisation du négoce avec l'arrivée du russe Alexis Lichine.
Au cours des années 1993 à 2007, l'ancien croiseur Colbert de la marine nationale a été amarré aux quais des Chartrons pour y devenir un musée. Le besoin de rénovation du navire, dont la remise en peinture, nécessitait 1,5 million d'euros que l'association de défense n'a pu réunir. Toujours propriété de la marine, il rejoint Brest en 2007 pour y être démantelé.

## Désaffectation puis réhabilitation

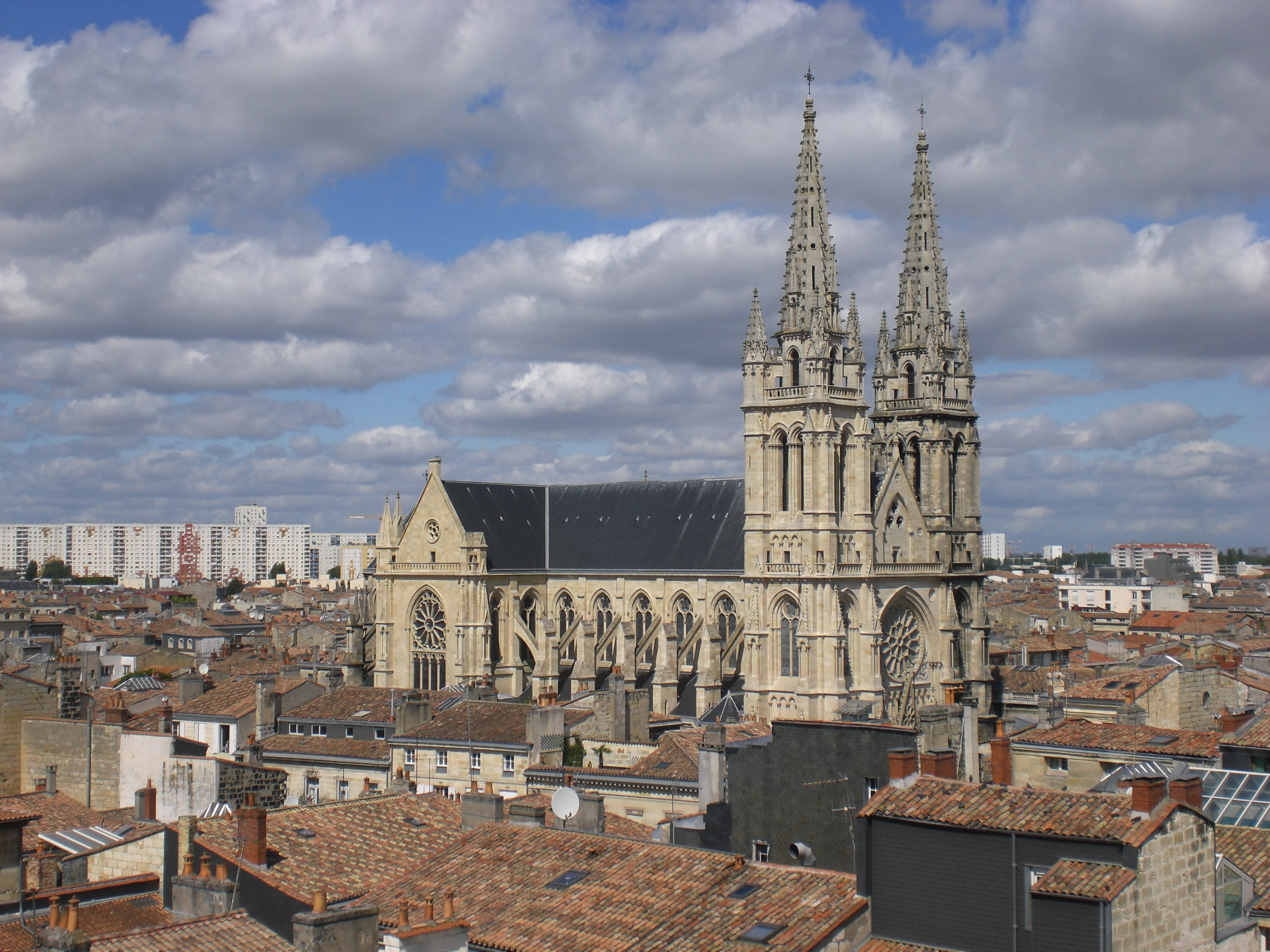
L'église Saint-Louis-des-Chartrons dominant le quartier des Chartrons.

Dans les années d'après-guerre, le quartier est progressivement déserté par les négociants. La réputation du quartier en souffre, avec des entrepôts vides laissés à l'abandon. 
À l'aube des années 2000, cette zone proche du centre-ville, à l'architecture ancienne typique et le front de Garonne incitent les décideurs à entreprendre sa réhabilitation. De vastes programmes créent des habitations et des bureaux modernes en préservant les façades chargées d'histoire. De mal famé, le quartier devient branché et se trouve colonisé par les antiquaires et brocanteurs. Les restaurants et bistrots du front de Garonne donnent une vie diurne et nocturne au quartier.
Le quartier abrite la Cité du Vin et le centre INAO de Bordeaux et la délégation régionale de l'ONIVINS, devenue depuis VINIFLHOR puis FranceAgriMer.
Rue Borie, le musée des Chartrons retrace le riche passé du quartier lié au négoce et au commerce du vin.
C'est aujourd'hui autour des Halles, lieu central du quartier des Chartrons, que les bordelais se rassemblent pour des moments de convivialité.
Ce quartier a été évoqué par l'écrivain François Mauriac dans son œuvre.[réf. nécessaire]

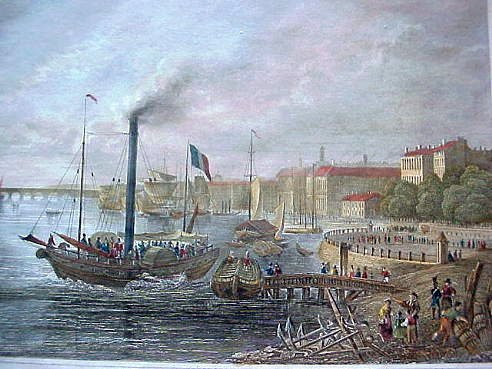
Les quais de Bordeaux en 1850.
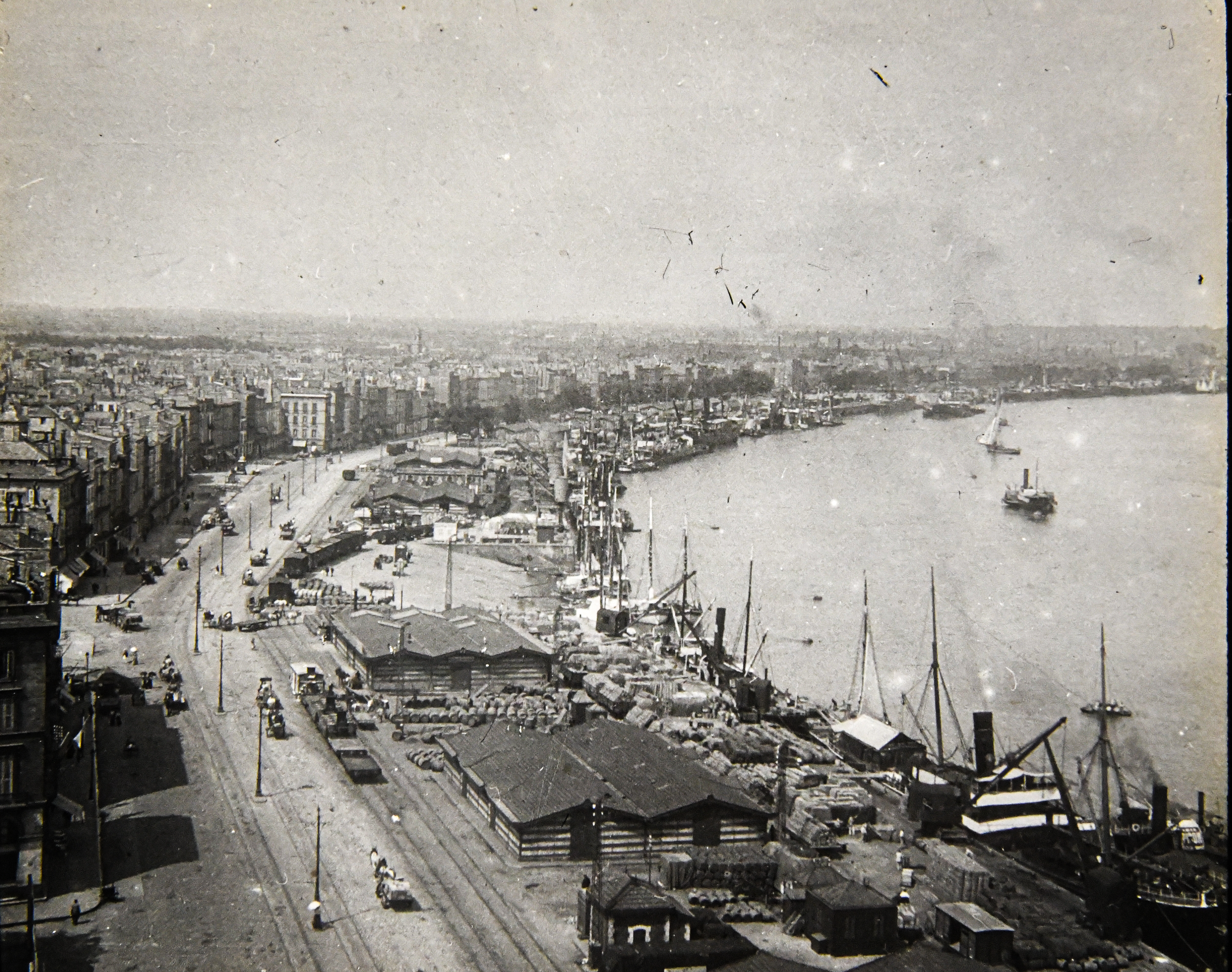
Quai des Chartrons, vers 1905.
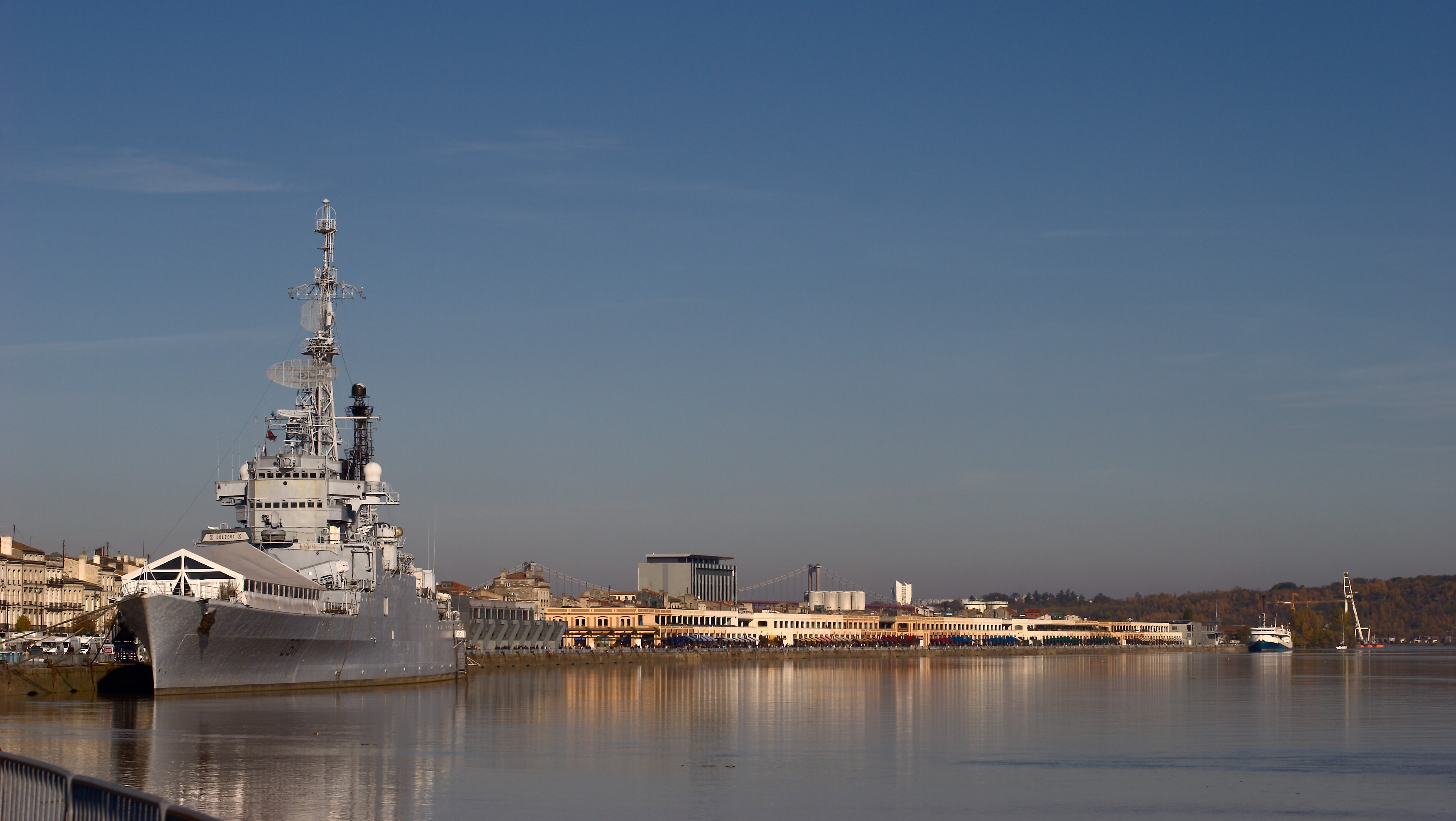
Le croiseur Colbert et le quai des Chartrons.
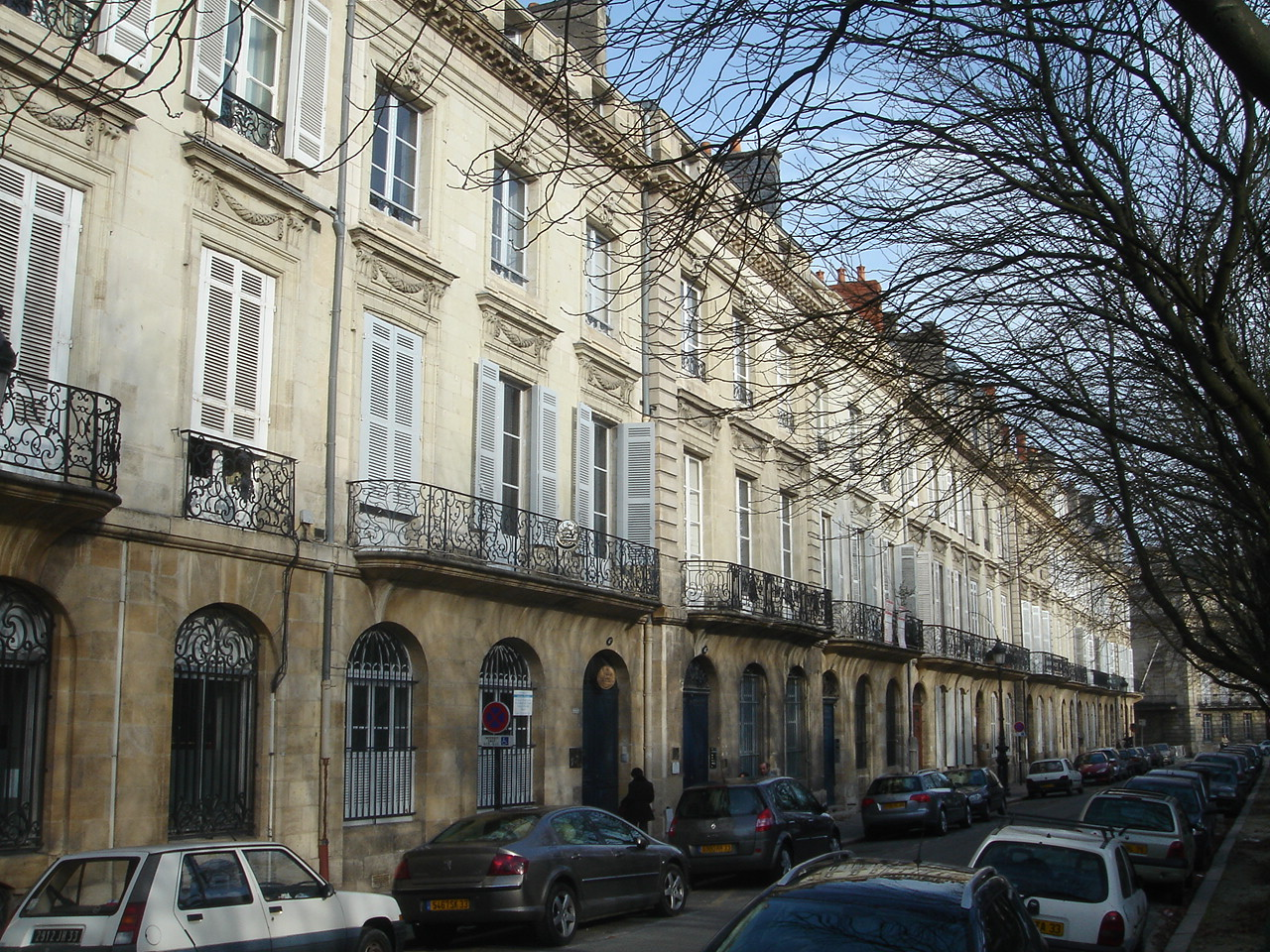
Cours Xavier Arnozan et ses immeubles bourgeois.
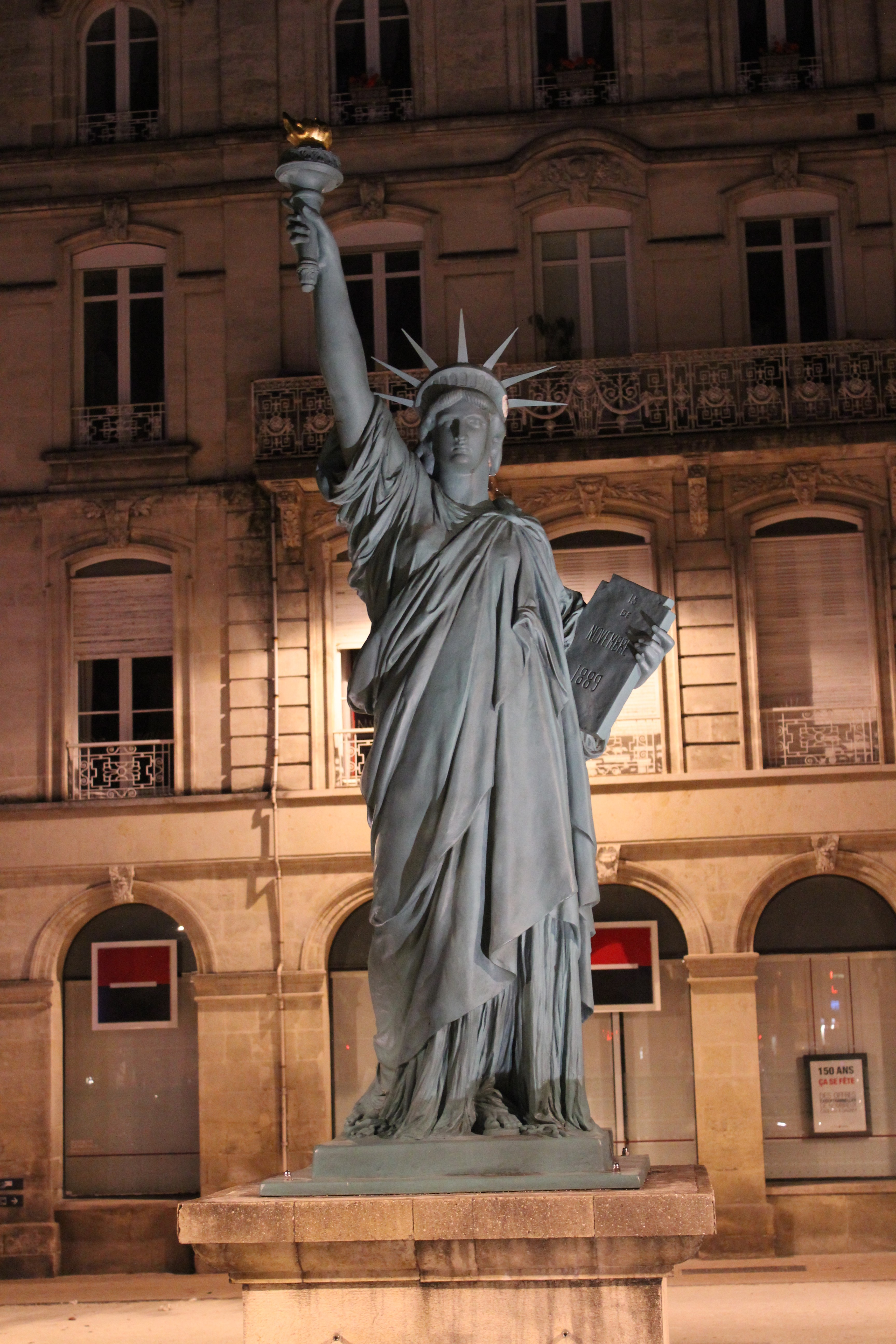
Statue de la Liberté, place Picard.